# Андре Буше
Андре́ Буше́ (фр. André Bouchet, народився 29 березня 1967 в Іссі-ле-Муліно) — французький актор і телеведучий. Один з найвідоміших акторів-карликів (зріст 1 м 20 см). Відомий завдяки своїй участі в шоу «Форт Боярд» під псевдонімом Паспарту: він супроводжує гравців на всі випробування.

## Кар'єра

### Кіно і телебачення
У 1987 році він почав свою кар'єру актора, знявшись у кліпі Лорана Бутонна на пісню Tristana Мілен Фармер. У 1990 році на запрошення Асоціації осіб низького росту (фр. Association des Personnes de Petite Taille) взяв участь у кастингу на гру «Форт Боярд» і отримав там роль персонажа на ім'я Паспарту, яку виконує і донині. Він супроводжує гравців на всі випробування з отримання ключів від скарбниці форту. У канадській британській версії шоу він носить імена Діда і Жак відповідно. У 1994 році він надав допомогу ще одному актору-карлик Антоні Лябору при вступі до Асоціації: пізніше Антоні став ще одним персонажем Форту на прізвисько Пасмюрай.
Крім участі в «Форт Боярд», він знімався у фільмах «Три оголені дівчини» (фр. Trois jeunes filles nues), «Три чарівні казки» (фр. Trois contes merveilleux), знятих на замовлення France Télévisions (створені за допомогою чинного ведучого Форту Боярда Олів'є Міна), а також грав у п'єсі «Я живу поруч з собою» (фр. J'habite près de chez moi). На телеканалі France 2 знімався двічі в шоу On n ' demande qu'à en rire. На телеканалі TF1 знімався в декількох шоу ілюзіоніста Жиля Артюра, який грав роль фокусника в тому ж «Форт Боярд».

### Поза сценою
З 1997 року офіційно працює в компанії RATP на першій лінії метро квитковим касиром і продає квитки на проїзд у метро.